# Calle de las Descalzas
La calle de las Descalzas es una vía pública de la ciudad española de Segovia.

## Descripción
La vía, que discurre desde la calle del Pozuelo hasta llegar a la del Marqués del Arco, debe su nombre al convento de San José, de monjas Carmelitas Descalzas. Aparece descrita en Las calles de Segovia (1918) de Mariano Sáez y Romero con las siguientes palabras:

Descalzas.—Entra por la calle de Pozuelo y sale a la de Daoíz. Se llama así por el convento de Carmelitas Descalzas, que forma una de las esquinas de la parte alta de la calle, dedicado a San José y fundado por Santa Teresa de Jesús el 19 de marzo de 1574. La iglesia no tiene nada notable de mencionar, y el convento recuerda placentero la celda que ocupó la Santa fundadora, conservándose la silla y objetos de su uso y donde se dice que escribió su magnífico libro Las moradas. Hay en esta calle una casa, que algunos remontan al siglo XIII.
(Sáez y Romero, 1918, p. 58)